# Antiochos Ier de Commagène
Pour les articles homonymes, voir Antiochos.
Antiochos Ier Théos Dikaios Épiphane Philorhomaios Philhellène (règne v. 69– v. 40 av. J.-C.) (grec : о Αντίοχος Θεός Δίκαιος Επιφανής Φιλορωμαίος Φιλέλλην) est le roi le plus important du petit royaume de Commagène, situé dans une région au centre sud de l'actuelle Turquie.

## Biographie
Antiochos est le fils du roi Mithridate Ier Kallinicos Philhellène Philorhomaios et de Laodicé VII Théa Philadelphe. D'ascendance séleucide par sa mère, orontide et achéménide par son père, il tente par sa politique de conserver l'indépendance de son royaume vis-à-vis du puissant voisin romain, mais doit finalement se résoudre à voir la Commagène devenir un client de Rome.
Ce n'est pas sans raisons qu'Antiochos Ier de Commagène se proclame philorhômaios, « ami des Romains », notamment dans la grande inscription cultuelle retrouvée sur le Nemroud Dagh, montagne au sommet de laquelle il fit installer son tombeau. Il figure sans doute parmi les douze rois barbares qui viennent saluer Pompée en 66. À Pharsale, Pompée dispose de deux cents Commagéniens dans ses troupes. En 51, Antiochos Ier annonce par lettre à Cicéron, alors gouverneur de Cilicie, que les Parthes ont franchi l'Euphrate. Cependant, Antiochos est accusé d'avoir aidé les Parthes, et Marc Antoine mène une expédition romaine contre lui en 37, mais en vain : Samosate se révèle imprenable. Il est probable qu'Antiochos Ier meurt peu après.

## Culte

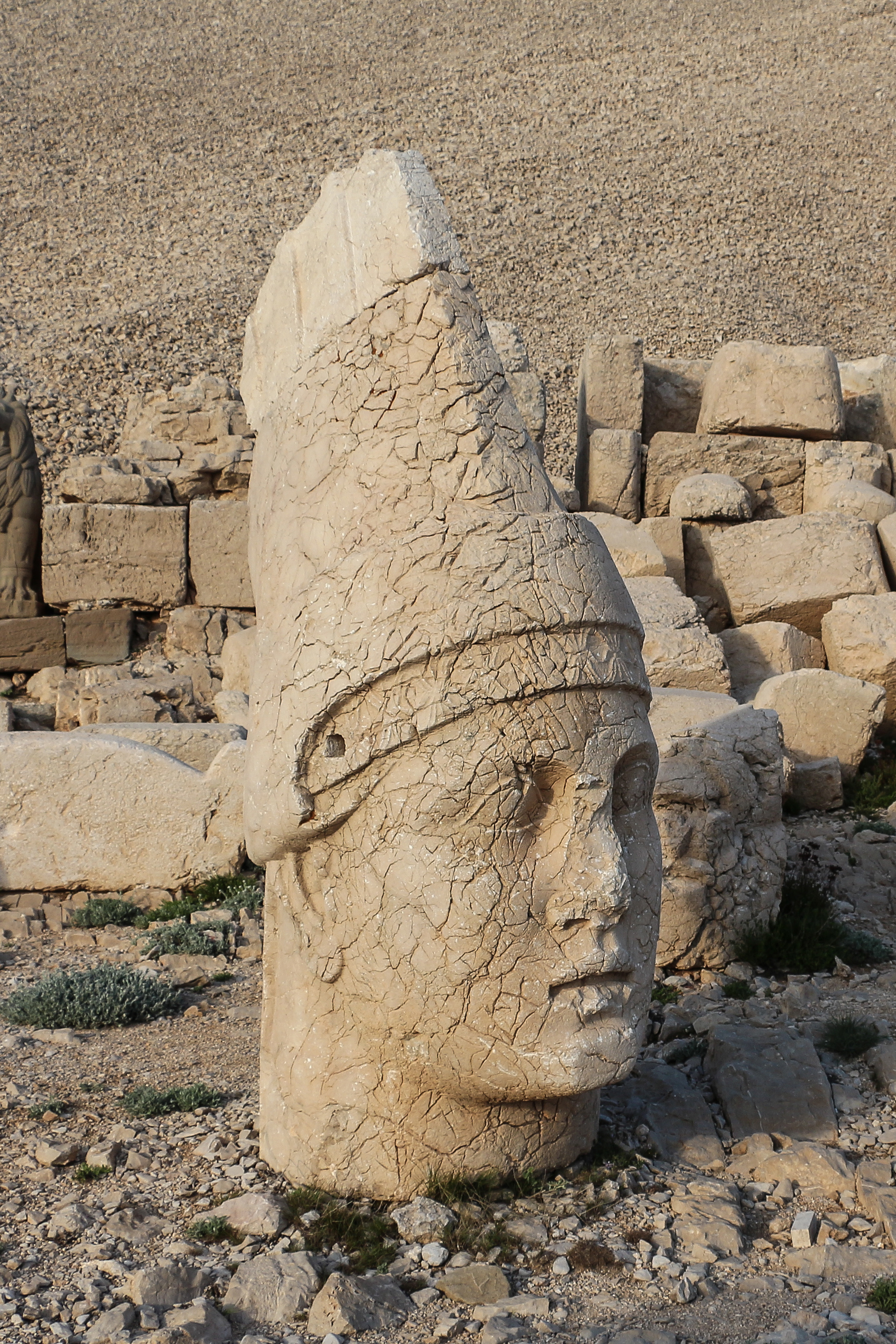
Tête d'Antiochos Ier sur le Nemrut Dağı.

Antiochos Ier, qui se fit officiellement surnommer Theos (« Dieu »), fut l’initiateur d’une réforme religieuse originale comprenant l’instauration d’un culte royal en l'honneur de sa propre personne et de ses ancêtres divinisés, ainsi qu’un syncrétisme total, ou « théocratie » entre les divinités grecques et celles du panthéon iranien. Cette réforme nous est connue grâce à plusieurs inscriptions grecques retrouvées dans les principaux sanctuaires (hiérothésia) du royaume, notamment sur le Nemroud Dagh et à Arsaméia du Nymphaios (Eski Kale). Christian-Georges Schwentzel qualifie le régime mis en place par Antiochos Théos de théocratie.

## Descendance
Antiochos Ier a épousé Isias Philostorgos, qui est vraisemblablement sa sœur, dont il a eu des enfants :
- Antiochos II de Commagène ;
- Mithridate II de Commagène ;
- un fils au prénom inconnu, mort vers 20, père de Mithridate III de Commagène ;
- une fille au prénom inconnu, épouse d'Orodès II, roi des Parthes ;
- Antiochis.